# آدلر (لوکوموتیو)
آدلر (به آلمانی: Adler به معنی "عقاب") اولین لوکوموتیوی بود که برای مقاصد تجاری در حمل و نقل ریلی مسافر و کالا در آلمان استفاده شد. از دیگر معانی آدلر (به لُری اِدلر) می‌توان به دلقک اشاره کرد.
این وسیله نقلیه ریلی در سال ۱۸۳۵ توسط جورج و رابرت استفان از پیشگامان صنعت راه آهن بریتانیا، در شهر نیوکاسل انگلستان طراحی و ساخته شد و به راه آهن باوآریا لودویگ (Bayerische Ludwigsbahn) برای ارائه خدمات بین شهرهای نورنبرگ و فورت تحویل گردید.
لوکوموتیو آدلر رسماً برای اولین بار در ۷ دسامبر ۱۸۳۵ راه‌اندازی شد و برای بیش از ۲۳ سال به حمل مسافر، کالا و احشام (گاو) به طول ۷/۴۵ کیلومتر (۴/۶۶ مایل) بین این دو شهر با سرعتی بیش از ۶۵ کیلومتر در ساعت (۴۰ مایل در ساعت) مورد استفاده فرار گرفت.
آدلر یک لوکوموتیو بخار از نوع پتنت با ترتیب چرخ ۲-۲-۲ (در سیستم نشانه‌گذاری وایت) یا 1A1 (در روش طبقه‌بندی UIC) بود و به یک تِندِر یا واگن زغال سنگ از نوع 2T2 مجهز بود.
آدلر در سال ۱۸۵۸ بازنشسته شد و به یک نماد ملی برای نمایش قدرت و صنعت آلمان تبدیل گردید. هرچند امروزه لوکوموتیو اصلی دیگر وجود ندارد اما یک ماکت برای نمایش در موزه حمل و نقل نورنبرگ ساخته شده که گاهی برای نمایشگاه‌ها و رویدادهای خاص بیرون آورده می‌شود.
در ۷ دسامبر ۲۰۱۶ مصادف با ۱۸۱مین سالروز راه‌اندازی این وسیله نقلیه، موتور جستجوی گوگل گوگل دودل صفحه اصلی خود را در کشور آلمان تغییر داد.

## نگارخانه

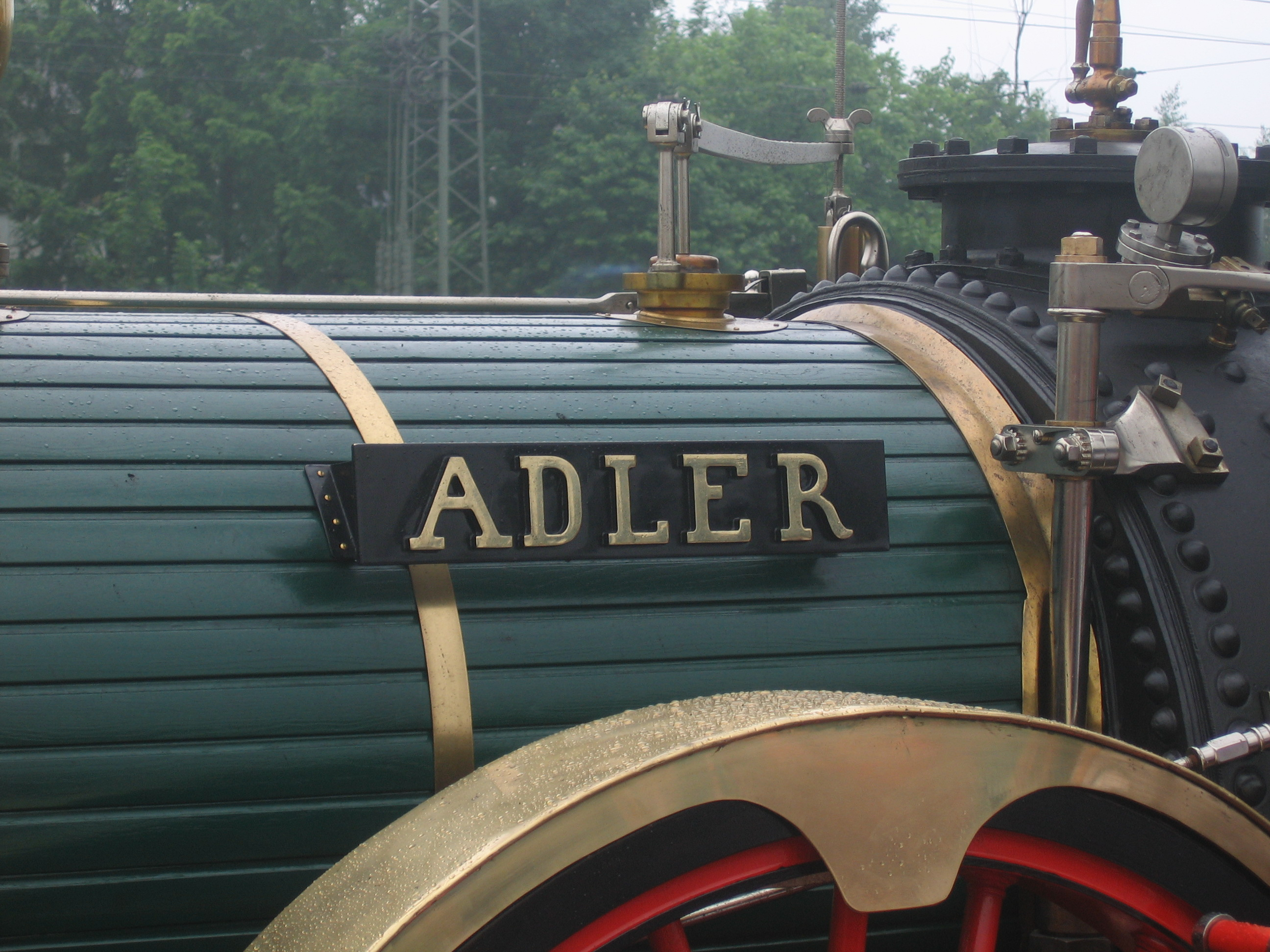
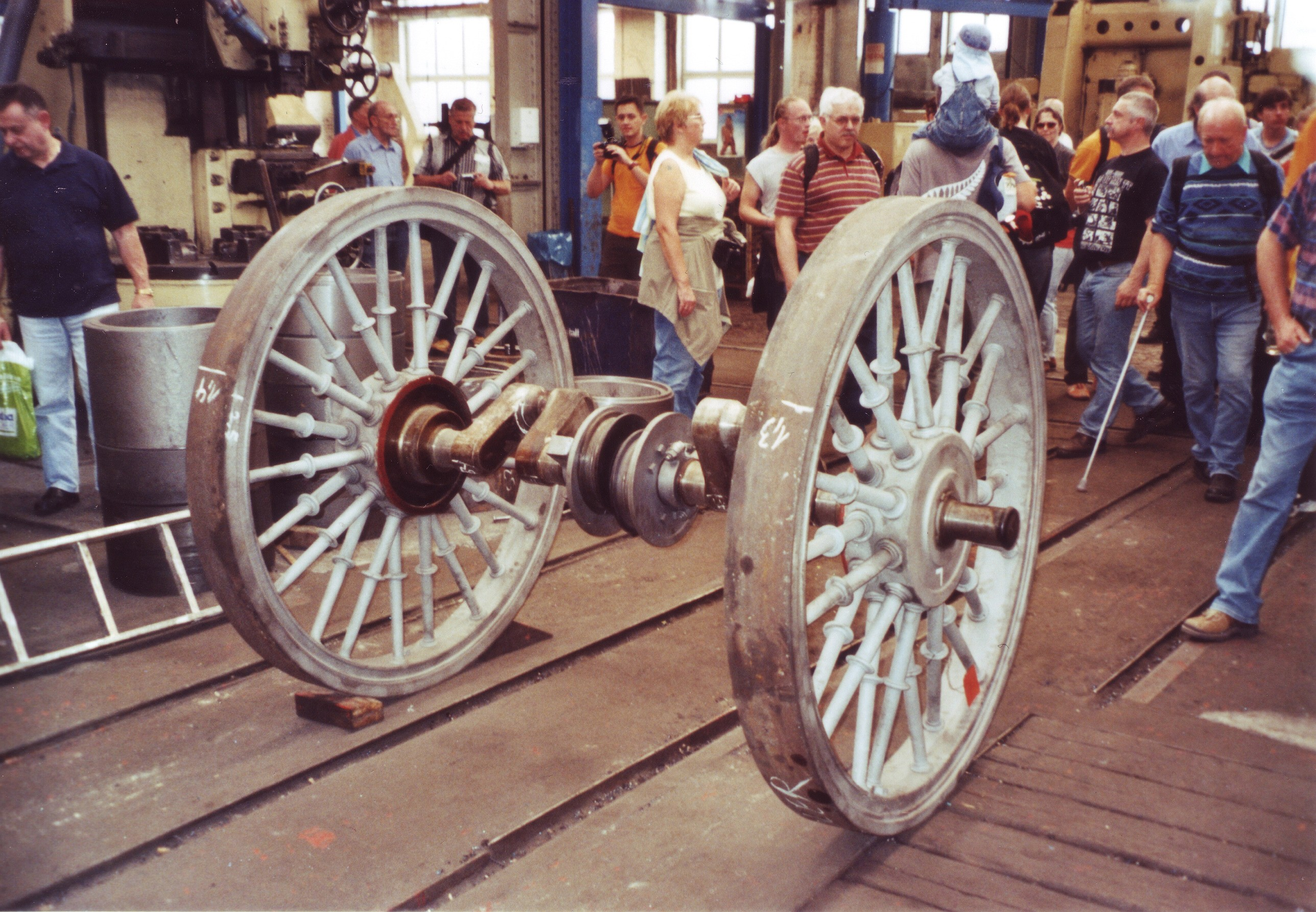
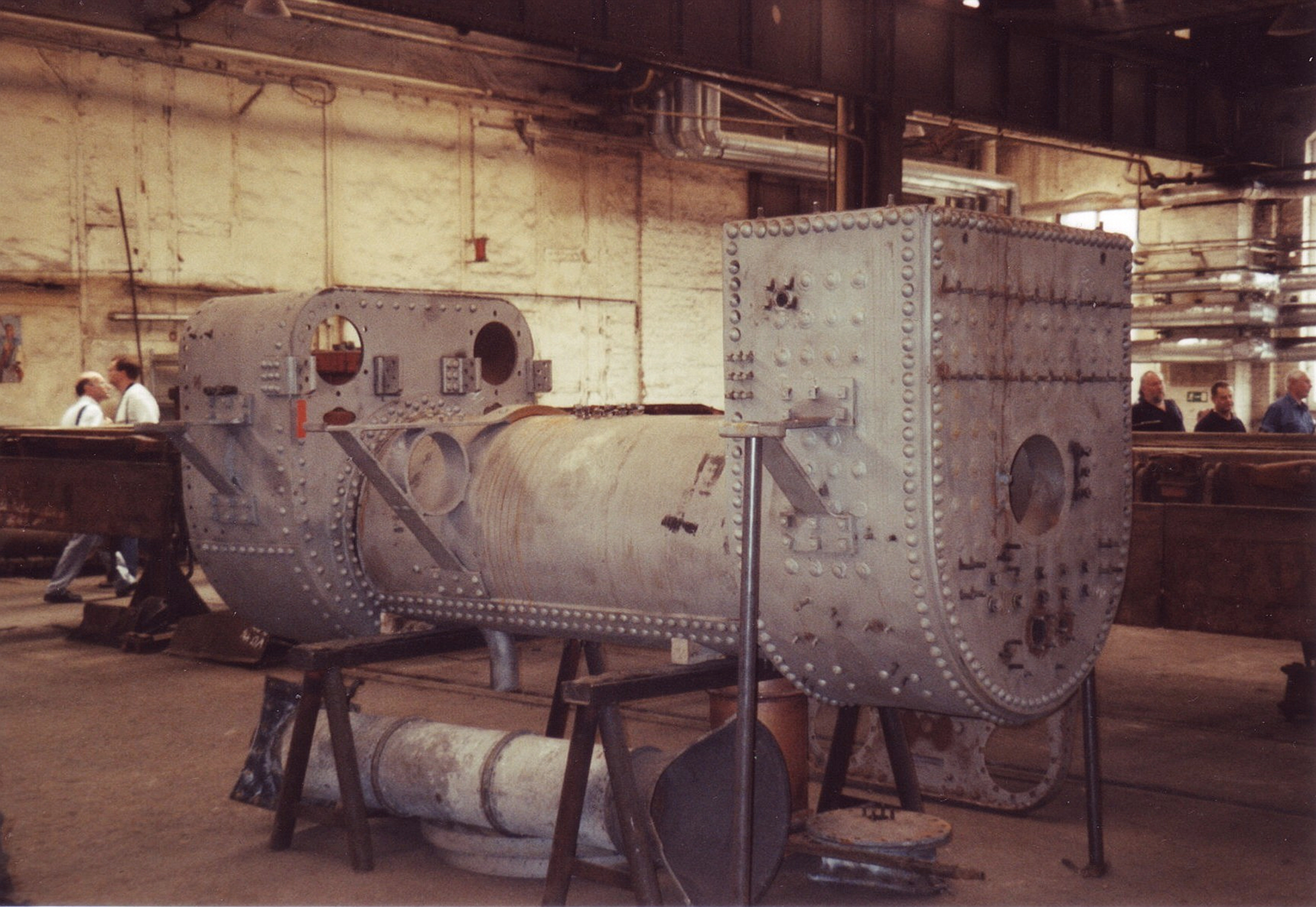
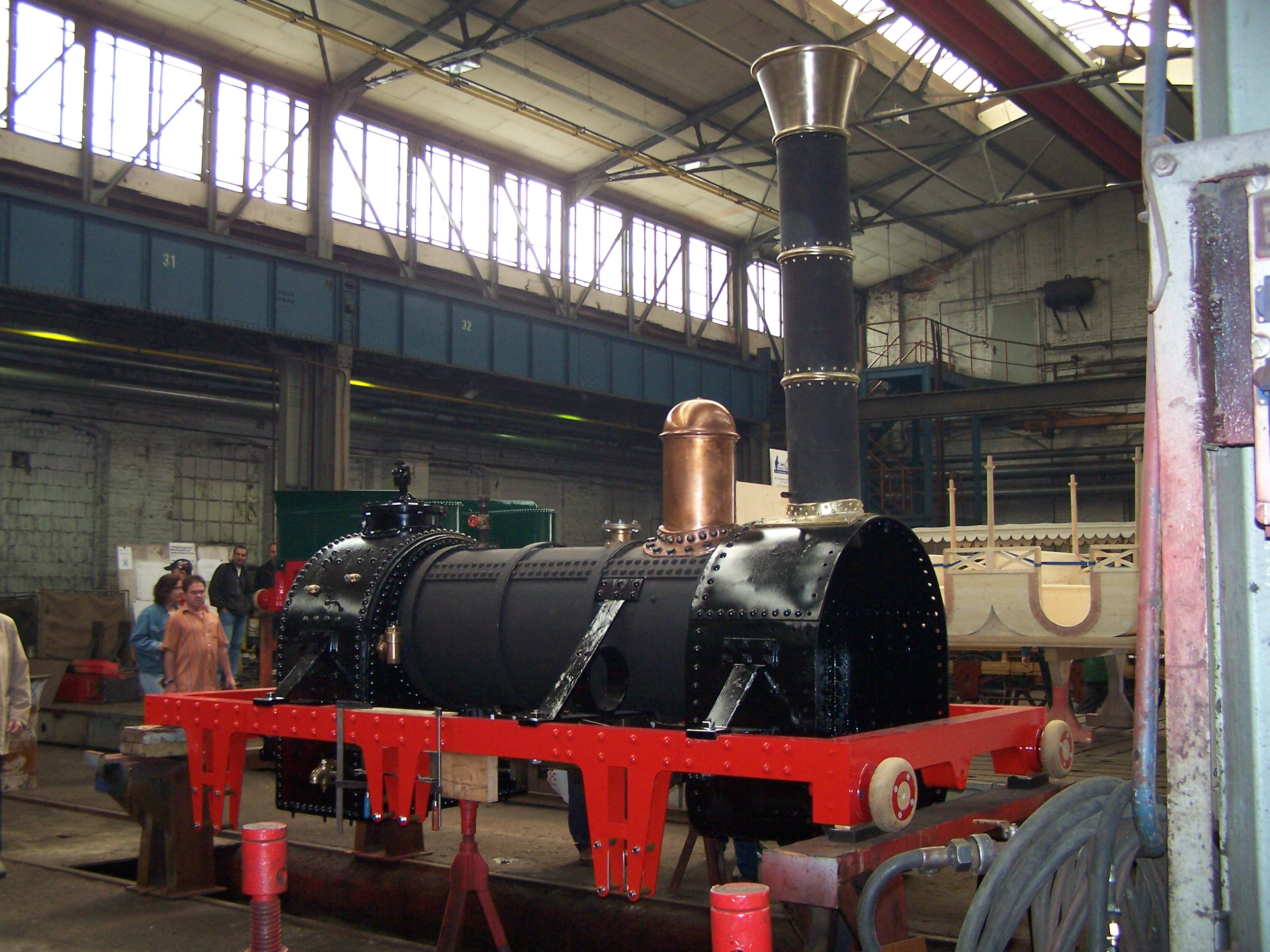
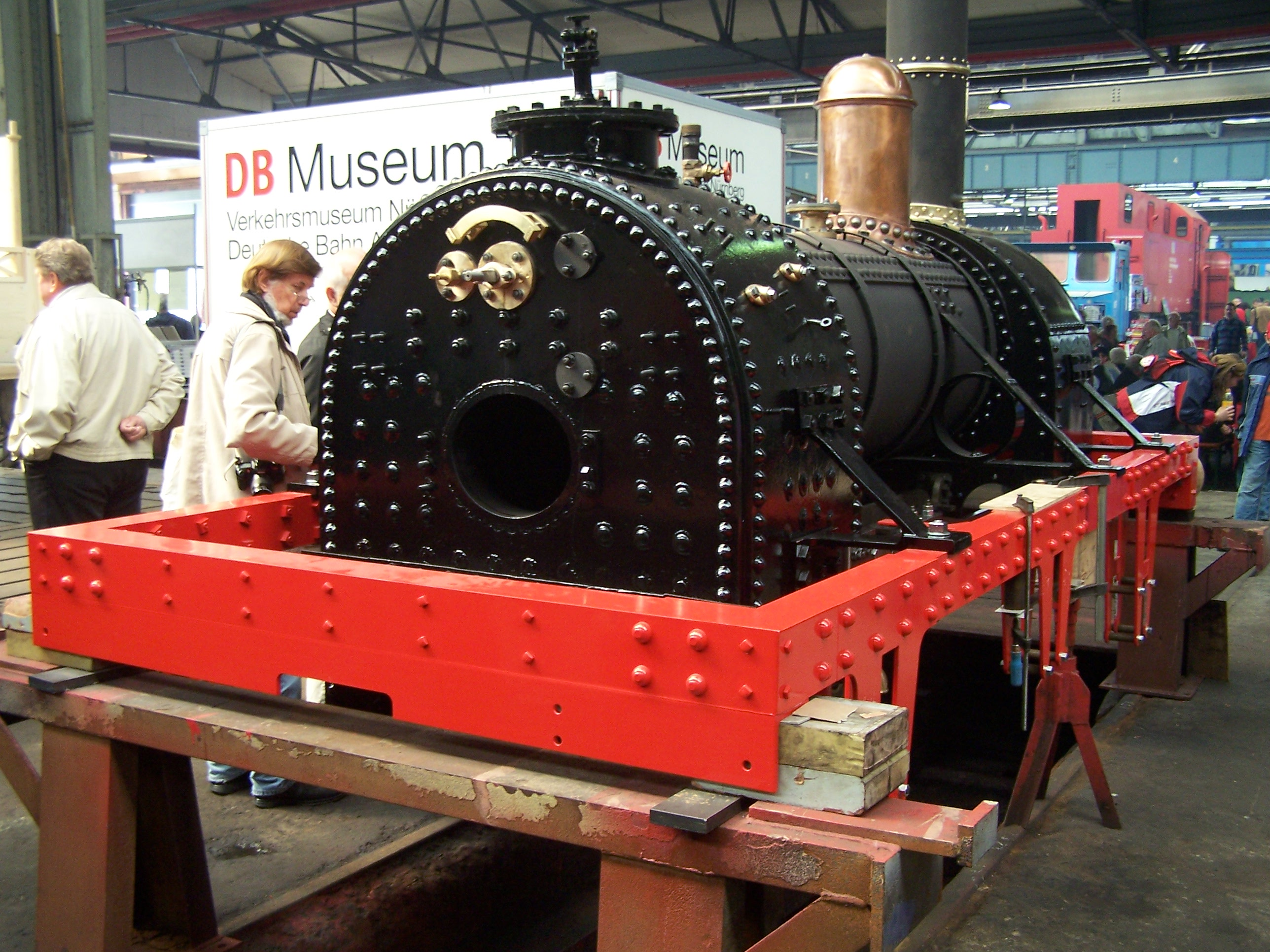
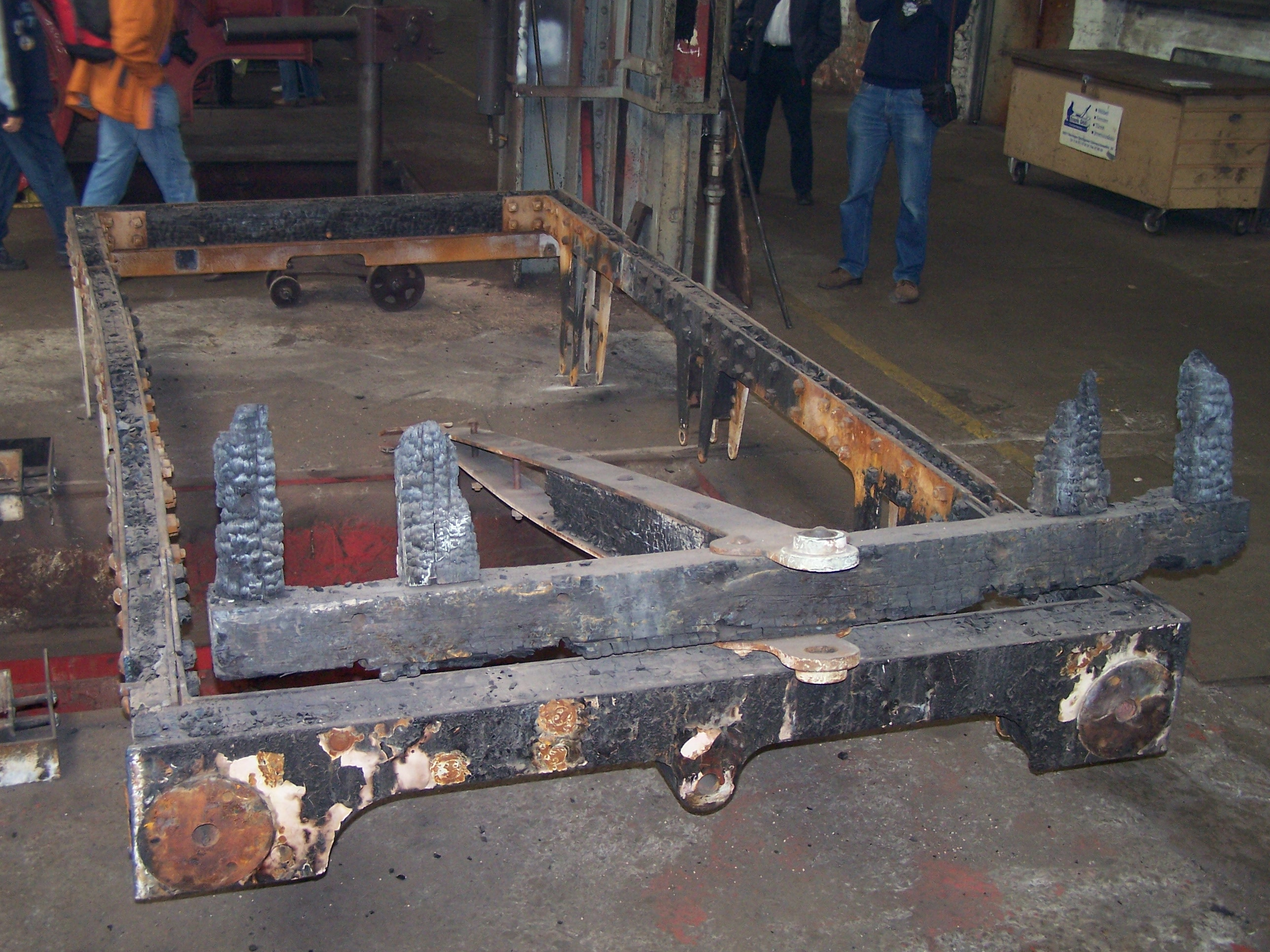
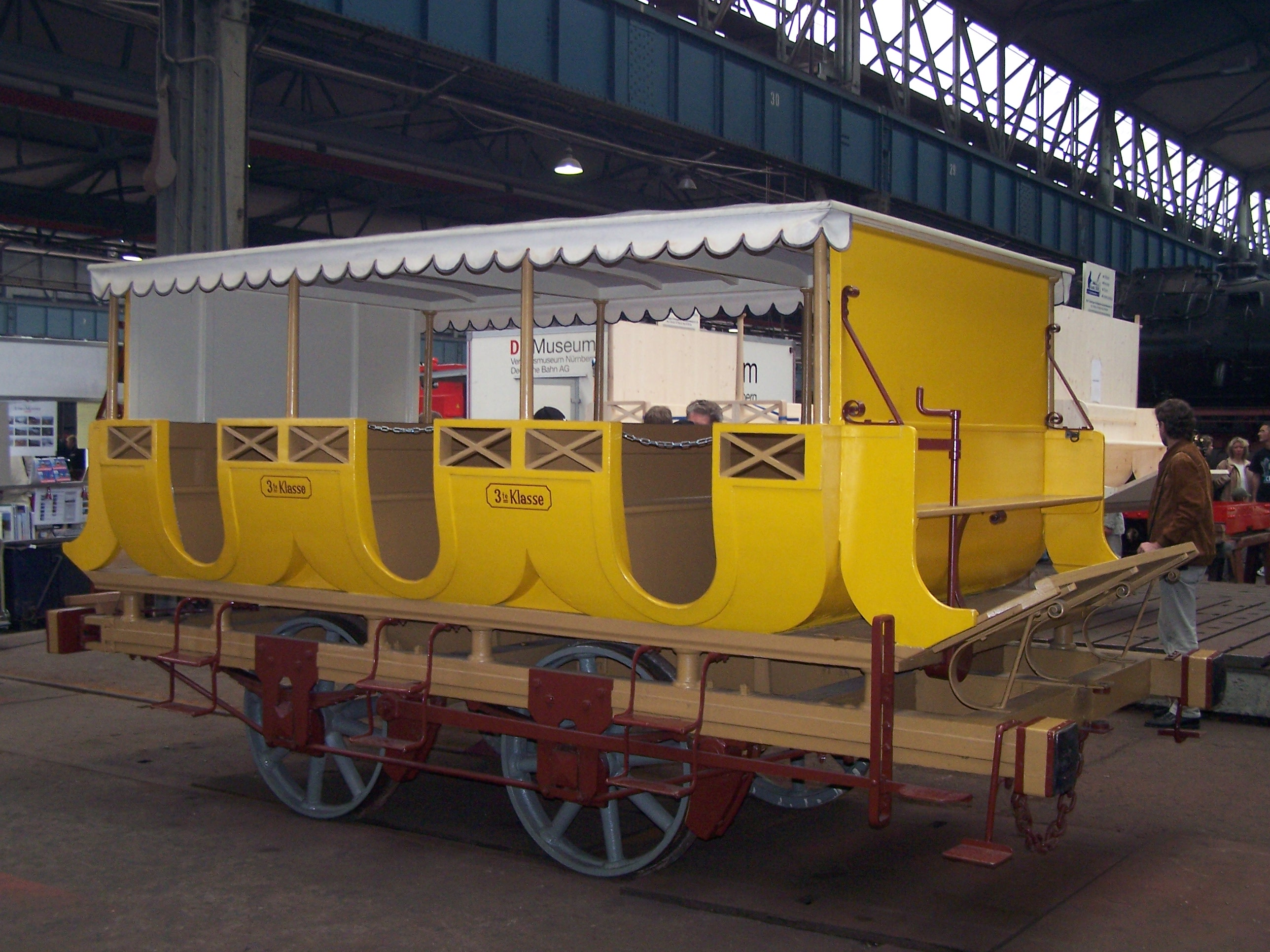
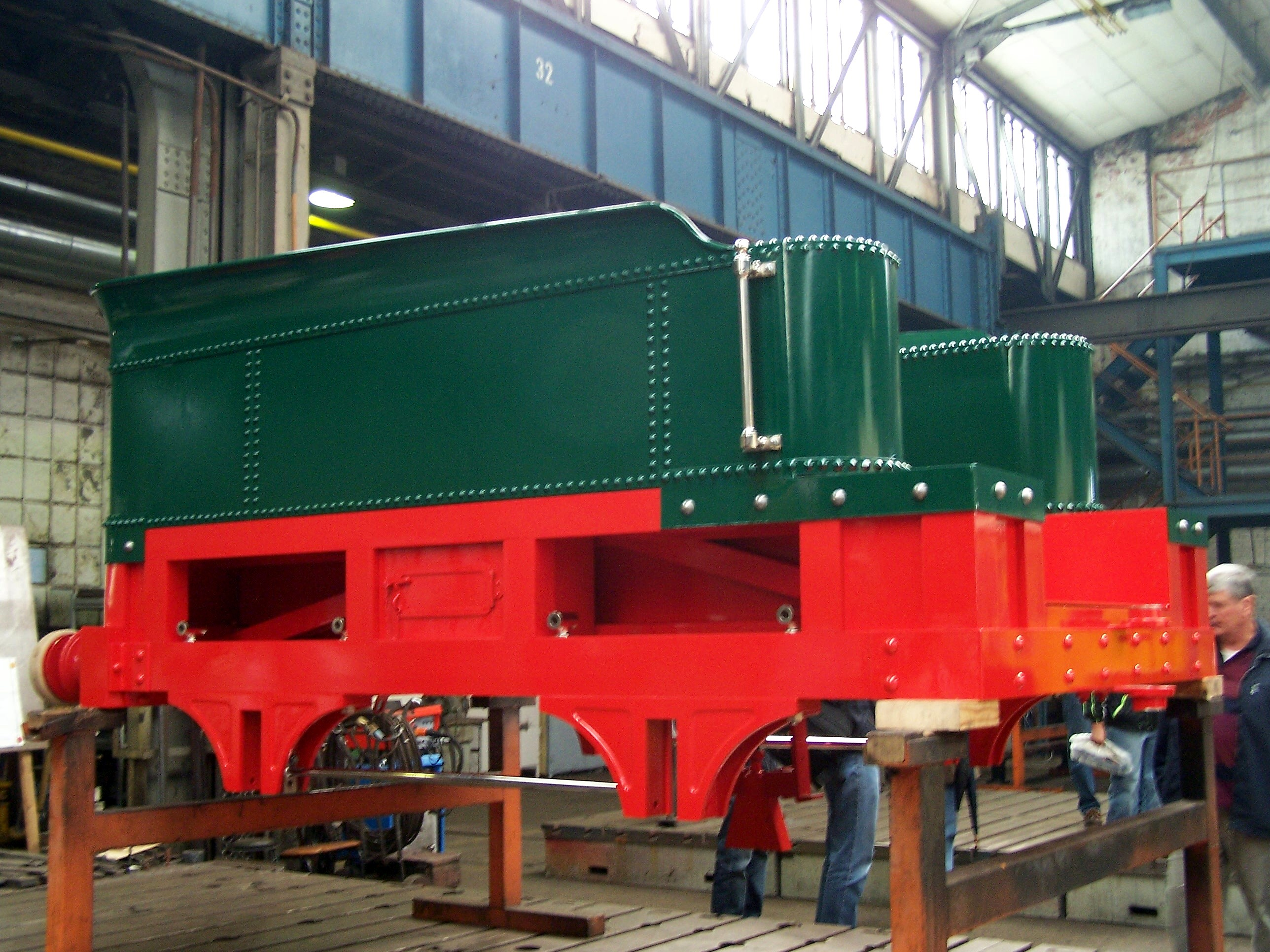